# British Independent Film Awards 2019

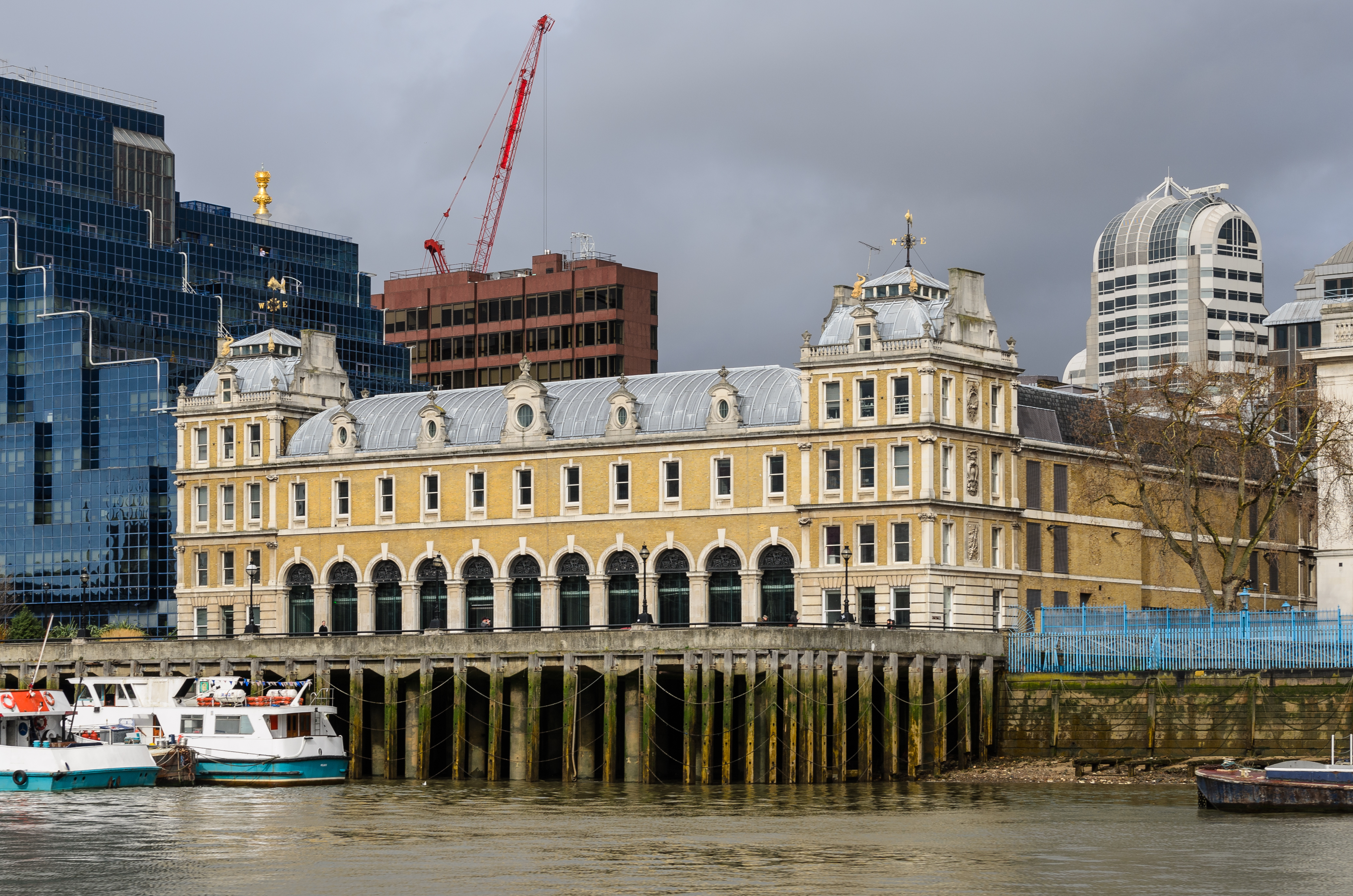
Veranstaltungsgebäude Old Billingsgate

Die 22. Verleihung der British Independent Film Awards (BIFA) fand am 1. Dezember 2019 im Old Billingsgate in London statt. Die Nominierungen wurden am 30. Oktober 2019 bekanntgegeben. Die meisten Nominierungen erhielt Armando Iannuccis The Personal History of David Copperfield.

## Nominierungen und Preise

### Bester britischer Independent-Film (Best British Independent Film)
Für Sama
Bait
The Personal History of David Copperfield
The Souvenir
Wild Rose

### Bester internationaler Independent-Film (Best International Independent Film)
Parasite
Asche ist reines Weiß (Jiang hu er nü)
Marriage Story
Monos
Porträt einer jungen Frau in Flammen (Portrait de la jeune fille en feu)

### Bester Dokumentarfilm (Best Documentary)
Für Sama
Coup 53
Diego Maradona
Seahorse
Tell Me Who I Am

### Bester britischer Kurzfilm (Best British Short)
Anna
Boiling Point
The Devil’s Harmony
Goldfish
Serious Tingz

### Bester Hauptdarsteller (Best Actor)
Josh O’Connor in Only You
Sam Adewunmi in The Last Tree
Tom Burke in The Souvenir
Kris Hitchin in Sorry We Missed You
Dev Patel in The Personal History of David Copperfield

### Beste Hauptdarstellerin (Best Actress)
Renée Zellweger in Judy
Jessie Buckley in Wild Rose
Holliday Grainger in Animals
Sally Hawkins in Eternal Beauty
Vicky Knight in Dirty God

### Bester Nebendarsteller (Best Supporting Actor)
Hugh Laurie in The Personal History of David Copperfield
Chiwetel Ejiofor in Der Junge, der den Wind einfing (The Boy Who Harnessed the Wind)
Edilson Manuel Olbera Nunez in Yuli – The Carlos Acosta Story
Peter Mullan in The Vanishing
Bluey Robinson in Dirty God

### Beste Nebendarstellerin (Best Supporting Actress)
Ruthxjiah Bellenea in The Last Tree
Jessica Barden in Scarborough
Elizabeth Debicki in Vita & Virginia
Tilda Swinton in The Personal History of David Copperfield
Julie Walters in Wild Rose

### Bester Newcomer (Most Promising Newcomer)
Sam Adewunmi in The Last Tree
Vicky Knight in Dirty God
Lorn Macdonald in Beats
Roxanne Scrimshaw in Lynn + Lucy
Honor Swinton Byrne in The Souvenir

### Beste Regie (Best Director)
Waad al-Kateab und Edward Watts – Für Sama
Oliver Hermanus – Moffie
Joanna Hogg – The Souvenir
Mark Jenkin – Bait
Asif Kapadia – Diego Maradona

### Douglas Hickox Award – Bester Nachwuchsregisseur (Best Debut Director)
Harry Wootliff – Only You
Will Becher und Richard Phelan – Shaun das Schaf – UFO-Alarm
Fyzal Boulifa – Lynn + Lucy
Ninian Doff – Boyz In The Wood
Chiwetel Ejiofor – Der Junge, der den Wind einfing

### Bestes Drehbuch (Best Screenplay)
Armando Iannucci und Simon Blackwell – The Personal History of David Copperfield
Joanna Hogg – The Souvenir
Paul Laverty – Sorry We Missed You
Peter Strickland – Das blutrote Kleid
Nicole Taylor – Wild Rose

### Bestes Drehbuchdebüt (Best Debut Screenwriter)
Emma Jane Unsworth – Animals
Kieran Hurley – Beats
Lisa Owens – Days of the Bagnold Summer
Nicole Taylor – Wild Rose
Harry Wootliff – Only You

### Bester Nachwuchsproduzent (Breakthrough Producer)
Kate Byers und Linn Waite – Bait
Finn Bruce – Tucked
Joy Gharoro-Akpojotor – Blue Story
Becky Read – Three Identical Strangers
Jake Sidey – Moffie

### The Raindance Discovery Award
Zara Balfour, Marcus Stephenson, Mark Hakansson – Children of the Snow Land
Shelly Love, Tess McGowan, Louise Gallagher – The Bump Along the Way
Adrian Jackson, Andrea Luka Zimmerman, James Lingwood, Michael Morris, Cressida Day – Here for Life
Gerard Johnson, Matthew James Wilkinson, Richard Wylie, Ed Barratt – Muscle
Zed Nelson – The Street

### Bestes Casting (Best Casting)
Sarah Crowe – The Personal History of David Copperfield
Shaheen Baig – Das blutrote Kleid
Shaheen Baig und Aisha Bywaters – The Last Tree
Kahleen Crawford und Caroline Stewart – Only You
Kahleen Crawford – Wild Rose

### Beste Kamera (Best Cinematography)
Benjamin Kračun – Beats
Ole Bratt Birkeland – Judy
Zac Nicholson – The Personal History of David Copperfield
Jamie D. Ramsay – Moffie
Ari Wegner – Das blutrote Kleid

### Bestes Kostümdesign (Best Costume Design)
Suzie Harmon und Robert Worley – The Personal History of David Copperfield
Anna Mary Scott Robbins – Wild Rose
Grace Snell – The Souvenir
Jany Temime – Judy
Jo Thompson – Das blutrote Kleid

### Bester Schnitt (Best Editing)
Chloe Lambourne und Simon McMahon – Für Sama
Mick Audsley und Peter Lambert – The Personal History of David Copperfield
Mark Jenkin – Bait
Chris King – Diego Maradona
Helle Le Fevre – The Souvenir

### Beste visuelle Effekte (Best Effects)
Howard Jones – Shaun das Schaf – UFO-Alarm
Paul Mann – Das blutrote Kleid
Andy Quinn – Der Junge, der den Wind einfing

### Bestes Make-up und Hair Design (Best Make-Up & Hair Design)
Jeremy Woodhead – Judy
Morten Jacobsen, Rogier Samuels und Lindelotte van der Meer – Dirty God
Karen Hartley-Thomas – The Personal History of David Copperfield
Emma Scott – Das blutrote Kleid
Jody Williams – Wild Rose

### Beste Ausstattung (Best Production Design)
Cristina Casali – The Personal History of David Copperfield
Stephane Collonge – The Souvenir
Kave Quinn – Judy
Anne Siebel – The White Crow
Paki Smith – Das blutrote Kleid

### Beste Filmmusik (Best Music)
Jack Arnold – Wild Rose
Cavern of Anti-Matter – Das blutrote Kleid
Nainita Desai – For Sama
Antonio Pinto – Diego Maradona
JD Twitch, Penelope Trappes und Stephen Hindman – Beats

### Bester Sound (Best Sound)
David Bowtle-Mcmillan, Joakim Sundström, Robert Farr – Beats
Stephen Griffiths, Tim Cavagin, Max Walsh, Andy Shelley – Diego Maradona
Anna My Bertmark, Jonathan Seale, Jules Woods – Gwen
Martin Pavey, Rob Entwistle – Das blutrote Kleid
Colin Nicholson, Lee Walpole, Stuart Hilliker – Wild Rose

## Weitere Preise
- Richards Harris Award – Kristin Scott Thomas
- Spezialpreis der Jury – Amanda Nevill